# 老济贫院

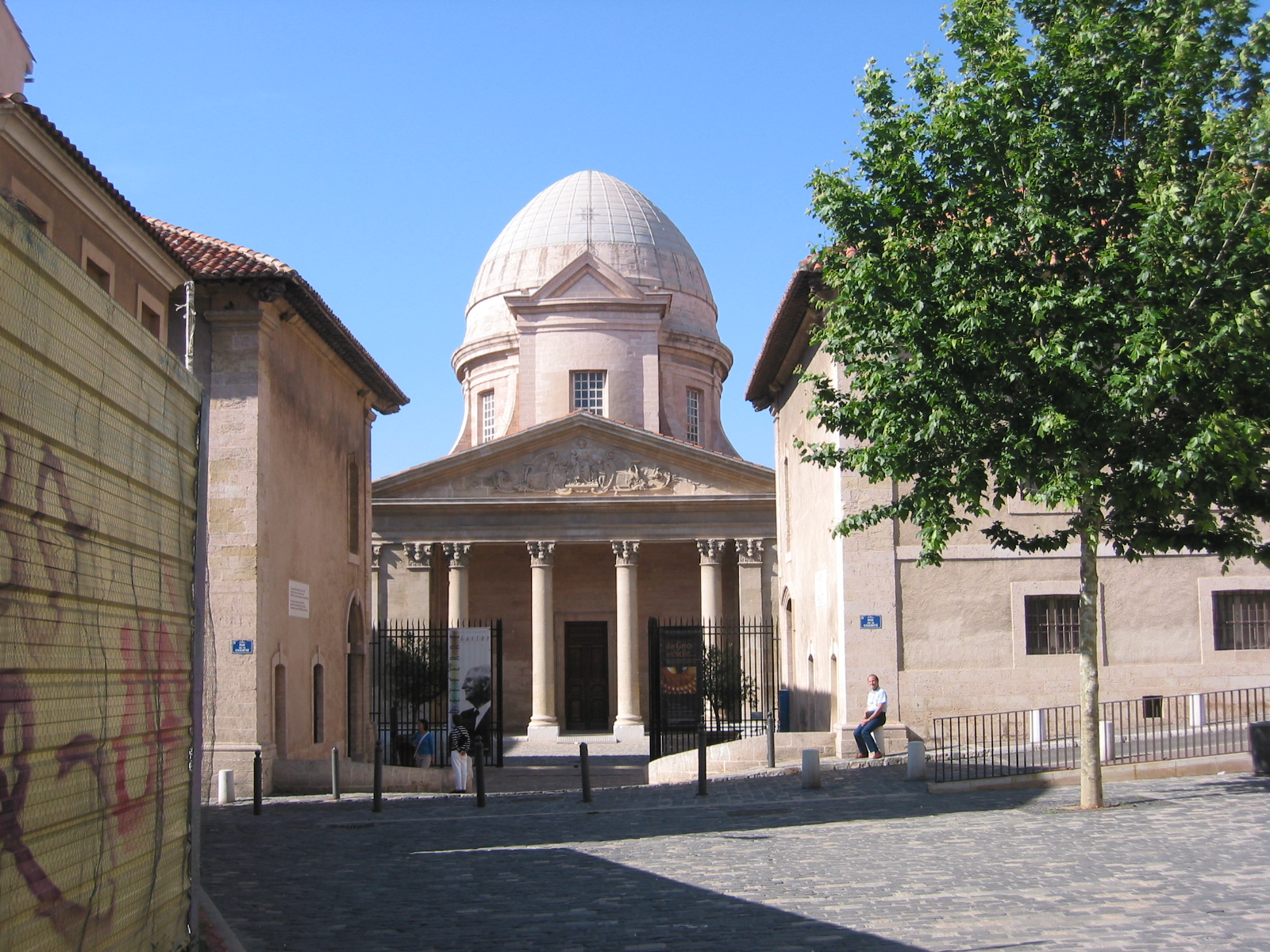
老济贫院入口

老济贫院（法語：La vieille charité）位于法国南部城市马赛的篓筐老城（Panier）区的中心。

## 历史
建于1671年到1749年，巴洛克风格，由建筑师皮埃尔普吉设计，包括周围的三层拱廊，和中央的一个圆顶卵形的仁慈圣母小圣堂（Notre-Dame, mère de Charité）。它过去是救济院，现在作为博物馆和文化中心。 
目前，一楼设有地中海考古博物馆，二楼为非洲，大洋洲和美洲艺术博物馆。还设有考古研究图书馆，社会科学高级研究院，法国国家科学研究中心办事处等。 

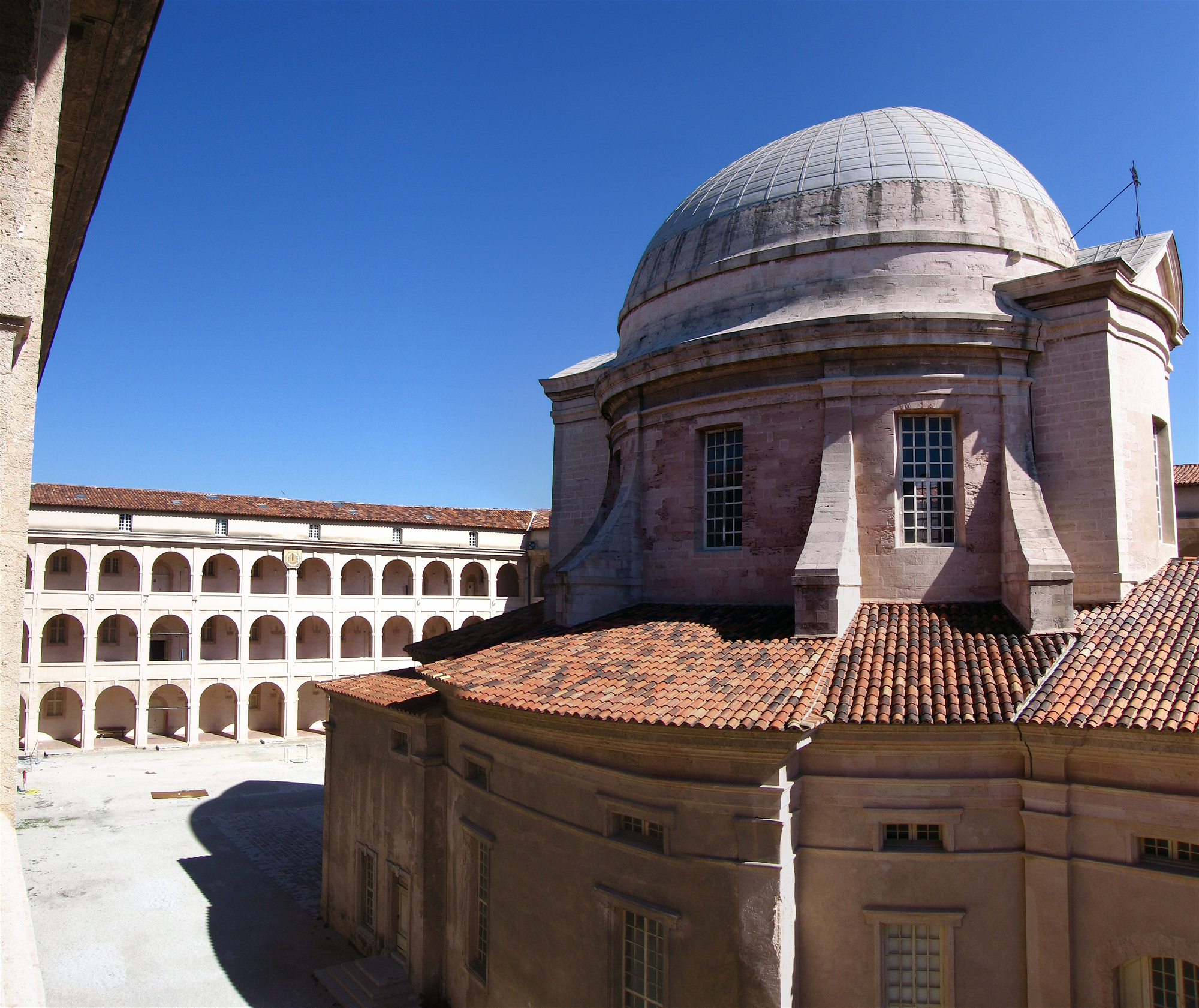
老济贫院小圣堂

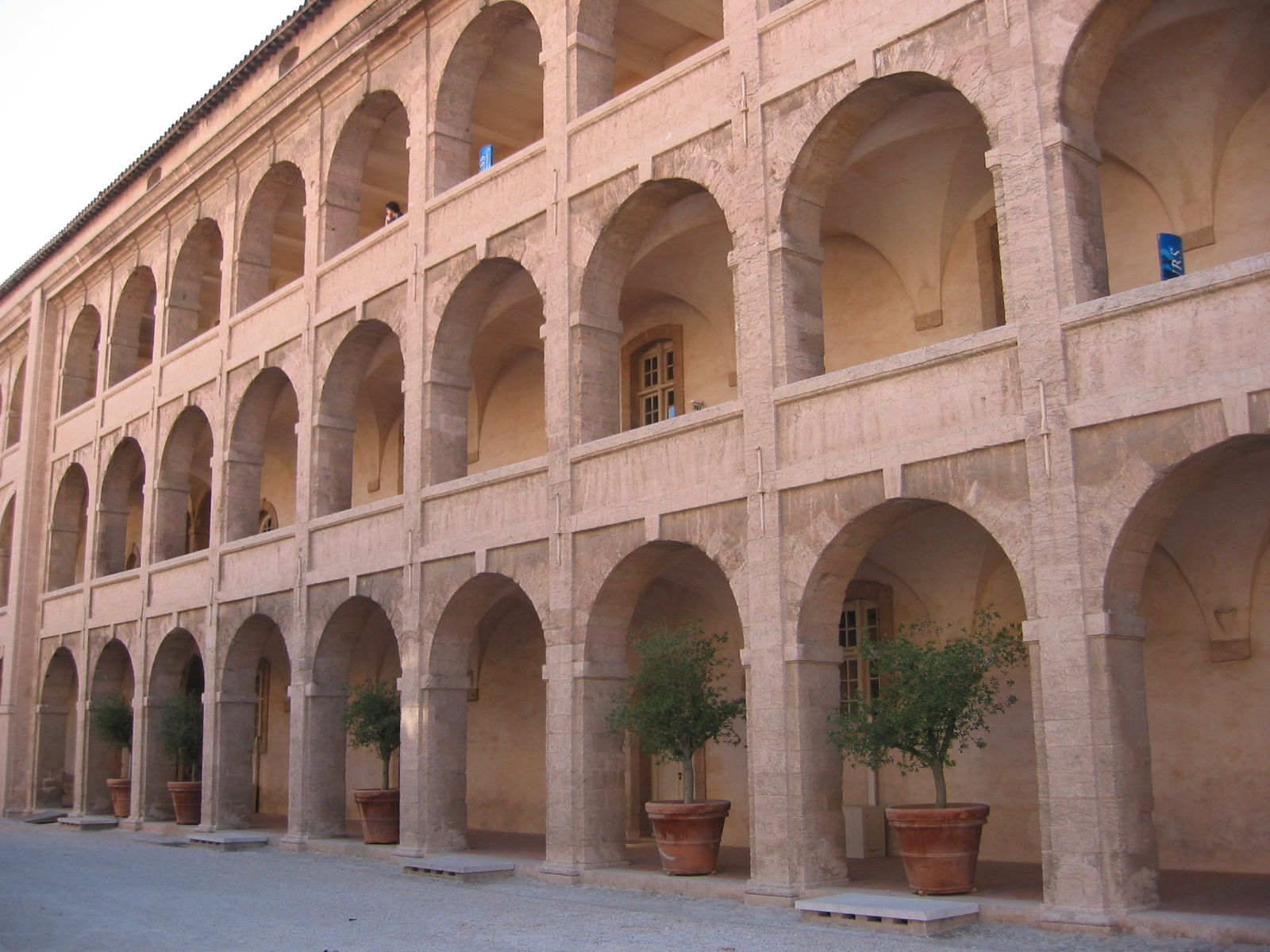
拱廊